# マニ・シン・ラワット
マニ・シン・ラワット（Mani Singh Rawat）は、英領インドの著名な探検家。マニ・コンパス（Mani Compassi）とも渾名された。
19世紀後半のイギリスとロシアの間の「グレートゲーム」においてチベットを含む中央アジアの探査で重要な役割を果たした。

## 人物・生涯
マニ・シンは、英領インドのクマーウーン北部（現在のピトーラーガル県）のチベットとの国境に近いミラム村のデブ・シン・ラワット(Deb Singh Rawat)という名の商人の家に生まれた。
従弟のナイン・シン・ラワット、弟のキシェン・シンも、同じくインド測量局の大三角測量に伴う秘密裏の測量調査による地図製作に携わった著名なパンディットであった。